# Jarmila (Novelle)
Jarmila. Eine Liebesgeschichte aus Böhmen ist eine Novelle von Ernst Weiß, wahrscheinlich 1937 in Paris geschrieben und 1998 postum erschienen.

## Handlung
Auf einer Geschäftsreise in sein geliebtes Böhmen trifft der in Paris lebende Ich-Erzähler in Prag auf den böhmischen Spielzeughändler und Uhrmacher Bedřich Kohoutek. Der Straßenhändler Bedřich macht in einer Prager Gaststätte mehrere kostenlose, vergebliche Reparaturversuche an der störrischen neuen französischen Taschenuhr des Erzählers. Dabei kommen sich die beiden Männer näher, und Bedřich erzählt dem Ich-Erzähler die Geschichte seiner Liebe zu Jarmila, einer unglücklich verheirateten böhmischen jungen Frau. Den Gatten Jarmilas nennt Bedřich nach dem großmächtigen Waldhorn Bombardon. Dieser ist ein böhmischer Bauer, der sein Geld nicht mit Landwirtschaft, sondern mit Gänsefedern macht. Die Daunen lagert Bombardon in einer kleinen Scheune bei dem Bauernhause, dem heimlichen Liebesnest von Jarmila und Bedřich. Das Verhältnis bleibt nicht ohne Folgen. Jarmila bringt den Knaben Jaroslaus zur Welt. Als Jarmila von Bedřich wiederum in den Daunen schwanger wird, konstruiert Bombardon jenes Liebeslager zu einer tödlichen Falle für seine Frau um. Er lässt die Tenne mit Steinplatten auslegen. Die Daunen werden, in Säcken abgefüllt, in einer Ecke des Lagers deponiert. Die schwere Falltür droben in der Decke, über die das Lager auch erreichbar ist, wird in brüchiger Leichtbauweise umgestaltet. Das Scheunentor wird verschlossen. Als sich das Liebespaar auf das verabredete Signal hin im Lager treffen will, tappt Jarmila prompt in die Falle. Die Schwangere bricht durch die Decke und findet nach einem Sturz auf der steinernen Tenne den Tod. Bedřich hatte vor dem Stelldichein, um Bombardon abzulenken, Feuer am Heuschober neben dem Haus gelegt. Darin kommen zwei schlummernde Landstreicher um.
Der hinterhältige Bombardon, der gesetzliche Vater Jaroslaus', kommt straffrei davon. Bedřich sitzt fünf Jahre im Zuchthaus. Jaroslaus wächst bei Bombardon und dessen zweiter Frau auf. Nach seiner Entlassung aus dem Zuchthaus will Bedřich mit Jaroslaus nach Amerika auswandern. Er entführt den kleinen Jungen. Auf der Reise zum Hafen schauen Vater und Sohn in Paris beim Ich-Erzähler vorbei. Jaroslaus, der nicht auswandern möchte, verhindert durch seine füchsige Schläue die Überfahrt. Der Junge verrät den leiblichen Vater an die geliebten anreisenden Stiefeltern und die Pariser Polizei. Bedřich wird verhaftet und darf die kaputte Uhr des Ich-Erzählers mitnehmen. Im Gefängnis schneidet sich Bedřich mit der scharfen Uhrfeder die Pulsadern auf.

## Form
Die Erzählung des böhmenreisenden Ich-Erzählers rahmt die Liebesgeschichte Bedřichs. Das Finale mit den beiden Protagonisten findet in Paris statt.

## Edition
Über das Schicksal des bei Eduard Wondrák und Mona Wollheim erwähnten, aber verschollen geglaubten Manuskripts schreibt Fliegler im Nachwort der 1998 erschienenen Ausgabe: Das mit Schreibmaschine getippte Skript einer wahrscheinlich dritten Fassung der Novelle wurde im Prager Památník Národního Písemnictví aufgefunden mit der Notiz „Ernst Weiß, Paris, 9ème, 16, rue Baudin, Hotel d’Albret“. Weiß wohnte im ersten Halbjahr 1937 in dem Hotel.

## Rezeption
- Stefan Zweig bezeichnete die Novelle „als eine der stärksten“ des Autors (Fliegler, 85).
- Dominique Fliegler geht in seinem Nachwort auf die reichhaltige Symbolik in der Novelle ein. Die besondere Rolle der Gänsefeder und auch der Spiralfeder in der Taschenuhr im Text wird erörtert. Fliegler spricht schließlich noch eine allgemeinere Erkenntnis aus. Der Protagonist, von einem großen Erzähler gestaltet, behält auch dann die Gunst des Lesers, wenn er ein Verbrechen begeht.